# 神山威
神山 威（かみやま たける、1942年（昭和17年） - 2016年（平成28年）12月12日）は、日本の宗教家。世界基督教統一神霊協会（現・世界平和統一家庭連合）日本教会第2代会長、同名誉会長を務めた。

## 生涯
1968年、世界基督教統一神霊協会（現・世界平和統一家庭連合）の愛知地区長に就任。
1969年5月1日、統一教会本部で22組の男女が文鮮明・韓鶴子夫妻から祝福を受けて合同結婚した。このときに神山は岩井裕子と結ばれた。
1972年（昭和47年）に渡米した。
1984年（昭和59年）7月20日、文鮮明が米国で脱税の罪で懲役1年6ヶ月と2万5000ドルの有罪判決を受け、コネチカット州ダンベリー刑務所に入獄。神山も偽証罪でともに収監された。
1989年（平成元年）1月11日、韓国で祝福二世72双合同祝福結婚式が開かれ、長女である神山美子と、文鮮明のいとこの息子にあたる文俊鎬が結婚した。
1991年（平成3年）9月26日、統一教会の日本統一教会第2代会長に就任。
1993年（平成5年）1月7日、文鮮明の指示により、会長職を更迭された。柱の霊感商法がうまくいかなくなり、韓国への送金のノルマが達成できなくなったことが理由であった。神山はニューヨークに呼び戻された。後に同名誉会長となった。
2016年（平成28年）12月12日、死去。

## 著書
- 『南北統一と世界平和への道』（1993年、光言社）